# Polystachya simplex
Polystachya simplex är en orkidéart som beskrevs av Alfred Barton Rendle. Polystachya simplex ingår i släktet Polystachya och familjen orkidéer. Inga underarter finns listade i Catalogue of Life.